# Afrixalus aureus
Afrixalus aureus es una especie de anfibios de la familia Hyperoliidae.
Habita en Mozambique, Sudáfrica, Suazilandia y posiblemente Zimbabue.
Su hábitat natural incluye sabanas secas, sabanas húmedas, zonas de arbustos de clima templado, praderas templadas, pantanos, lagos intermitentes de agua dulce, marismas de agua dulce y corrientes intermitentes de agua dulce.
Está amenazada de extinción por la pérdida de su hábitat natural.